# Список астероїдів (115301—115400)
| Назва                         | Тимчасове позначення | Дата відкриття  | Місце відкриття            | Відкривач                     |
| ----------------------------- | -------------------- | --------------- | -------------------------- | ----------------------------- |
| (115301) 2003 SQ205           | 2003 SQ205           | 25 вересня 2003 | Обсерваторія Галеакала     | NEAT                          |
| (115302) 2003 SU206           | 2003 SU206           | 26 вересня 2003 | Сокорро (Нью-Мексико)      | LINEAR                        |
| (115303) 2003 SM207           | 2003 SM207           | 26 вересня 2003 | Сокорро (Нью-Мексико)      | LINEAR                        |
| (115304) 2003 SW207           | 2003 SW207           | 26 вересня 2003 | Сокорро (Нью-Мексико)      | LINEAR                        |
| (115305) 2003 SR209           | 2003 SR209           | 24 вересня 2003 | Обсерваторія Квістаберг    | Астероїдний огляд Уппсала-DLR |
| (115306) 2003 SN210           | 2003 SN210           | 26 вересня 2003 | Сокорро (Нью-Мексико)      | LINEAR                        |
| (115307) 2003 SO210           | 2003 SO210           | 26 вересня 2003 | Сокорро (Нью-Мексико)      | LINEAR                        |
| (115308) 2003 SC211           | 2003 SC211           | 24 вересня 2003 | Паломарська обсерваторія   | NEAT                          |
| (115309) 2003 SN211           | 2003 SN211           | 25 вересня 2003 | Паломарська обсерваторія   | NEAT                          |
| (115310) 2003 SR213           | 2003 SR213           | 26 вересня 2003 | Сокорро (Нью-Мексико)      | LINEAR                        |
| (115311) 2003 SH214           | 2003 SH214           | 26 вересня 2003 | Обсерваторія Дезерт-Іґл    | Вільям Йон                    |
| 115312 Візер (Whither)        | 2003 SP215           | 19 вересня 2003 | Обсерваторія Столова Гора  | Дж. Янґ                       |
| (115313) 2003 SX215           | 2003 SX215           | 25 вересня 2003 | Обсерваторія Галеакала     | NEAT                          |
| (115314) 2003 SY215           | 2003 SY215           | 25 вересня 2003 | Обсерваторія Галеакала     | NEAT                          |
| (115315) 2003 SZ215           | 2003 SZ215           | 25 вересня 2003 | Обсерваторія Галеакала     | NEAT                          |
| (115316) 2003 SK216           | 2003 SK216           | 26 вересня 2003 | Сокорро (Нью-Мексико)      | LINEAR                        |
| (115317) 2003 SZ216           | 2003 SZ216           | 27 вересня 2003 | Обсерваторія Дезерт-Іґл    | Вільям Йон                    |
| (115318) 2003 SJ217           | 2003 SJ217           | 27 вересня 2003 | Обсерваторія Дезерт-Іґл    | Вільям Йон                    |
| (115319) 2003 SR218           | 2003 SR218           | 28 вересня 2003 | Обсерваторія Дезерт-Іґл    | Вільям Йон                    |
| (115320) 2003 SB219           | 2003 SB219           | 19 вересня 2003 | Паломарська обсерваторія   | NEAT                          |
| (115321) 2003 SK219           | 2003 SK219           | 28 вересня 2003 | Сокорро (Нью-Мексико)      | LINEAR                        |
| (115322) 2003 SM219           | 2003 SM219           | 26 вересня 2003 | Сокорро (Нью-Мексико)      | LINEAR                        |
| (115323) 2003 SO219           | 2003 SO219           | 27 вересня 2003 | Обсерваторія Дезерт-Іґл    | Вільям Йон                    |
| (115324) 2003 SP220           | 2003 SP220           | 29 вересня 2003 | Обсерваторія Дезерт-Іґл    | Вільям Йон                    |
| (115325) 2003 SQ220           | 2003 SQ220           | 29 вересня 2003 | Обсерваторія Дезерт-Іґл    | Вільям Йон                    |
| 115326 Вегінґер (Wehinger)    | 2003 SC221           | 29 вересня 2003 | Обсерваторія Джанк-Бонд    | Девід Гілі                    |
| (115327) 2003 SH222           | 2003 SH222           | 27 вересня 2003 | Обсерваторія Дезерт-Іґл    | Вільям Йон                    |
| (115328) 2003 SR222           | 2003 SR222           | 28 вересня 2003 | Обсерваторія Фаунтін-Гіллс | Чарльз Джулз, Пауло Ольворсем |
| (115329) 2003 SY222           | 2003 SY222           | 27 вересня 2003 | Обсерваторія Дезерт-Іґл    | Вільям Йон                    |
| (115330) 2003 SB224           | 2003 SB224           | 22 вересня 2003 | Сокорро (Нью-Мексико)      | LINEAR                        |
| 115331 Шрилмайлс (Shrylmiles) | 2003 SL224           | 29 вересня 2003 | Обсерваторія Джанк-Бонд    | Девід Гілі                    |
| (115332) 2003 SR224           | 2003 SR224           | 28 вересня 2003 | Станція Андерсон-Меса      | LONEOS                        |
| (115333) 2003 SV225           | 2003 SV225           | 26 вересня 2003 | Сокорро (Нью-Мексико)      | LINEAR                        |
| (115334) 2003 SX225           | 2003 SX225           | 26 вересня 2003 | Сокорро (Нью-Мексико)      | LINEAR                        |
| (115335) 2003 SZ225           | 2003 SZ225           | 26 вересня 2003 | Сокорро (Нью-Мексико)      | LINEAR                        |
| (115336) 2003 SF226           | 2003 SF226           | 26 вересня 2003 | Сокорро (Нью-Мексико)      | LINEAR                        |
| (115337) 2003 SG226           | 2003 SG226           | 26 вересня 2003 | Сокорро (Нью-Мексико)      | LINEAR                        |
| (115338) 2003 SH226           | 2003 SH226           | 26 вересня 2003 | Сокорро (Нью-Мексико)      | LINEAR                        |
| (115339) 2003 SK226           | 2003 SK226           | 26 вересня 2003 | Сокорро (Нью-Мексико)      | LINEAR                        |
| (115340) 2003 SL226           | 2003 SL226           | 26 вересня 2003 | Сокорро (Нью-Мексико)      | LINEAR                        |
| (115341) 2003 SS226           | 2003 SS226           | 26 вересня 2003 | Сокорро (Нью-Мексико)      | LINEAR                        |
| (115342) 2003 SO227           | 2003 SO227           | 27 вересня 2003 | Сокорро (Нью-Мексико)      | LINEAR                        |
| (115343) 2003 SS228           | 2003 SS228           | 26 вересня 2003 | Сокорро (Нью-Мексико)      | LINEAR                        |
| (115344) 2003 SV228           | 2003 SV228           | 26 вересня 2003 | Сокорро (Нью-Мексико)      | LINEAR                        |
| (115345) 2003 SB229           | 2003 SB229           | 27 вересня 2003 | Обсерваторія Кітт-Пік      | Spacewatch                    |
| (115346) 2003 SY230           | 2003 SY230           | 24 вересня 2003 | Паломарська обсерваторія   | NEAT                          |
| (115347) 2003 SS232           | 2003 SS232           | 24 вересня 2003 | Обсерваторія Галеакала     | NEAT                          |
| (115348) 2003 SW233           | 2003 SW233           | 25 вересня 2003 | Обсерваторія Галеакала     | NEAT                          |
| (115349) 2003 SR234           | 2003 SR234           | 25 вересня 2003 | Обсерваторія Галеакала     | NEAT                          |
| (115350) 2003 SW234           | 2003 SW234           | 25 вересня 2003 | Обсерваторія Чрні Врх      | Обсерваторія Чрні Врх         |
| (115351) 2003 SA235           | 2003 SA235           | 26 вересня 2003 | Сокорро (Нью-Мексико)      | LINEAR                        |
| (115352) 2003 SX240           | 2003 SX240           | 27 вересня 2003 | Сокорро (Нью-Мексико)      | LINEAR                        |
| (115353) 2003 SJ244           | 2003 SJ244           | 25 вересня 2003 | Обсерваторія Галеакала     | NEAT                          |
| (115354) 2003 SW244           | 2003 SW244           | 26 вересня 2003 | Сокорро (Нью-Мексико)      | LINEAR                        |
| (115355) 2003 SQ246           | 2003 SQ246           | 26 вересня 2003 | Сокорро (Нью-Мексико)      | LINEAR                        |
| (115356) 2003 SD247           | 2003 SD247           | 26 вересня 2003 | Сокорро (Нью-Мексико)      | LINEAR                        |
| (115357) 2003 SS249           | 2003 SS249           | 26 вересня 2003 | Сокорро (Нью-Мексико)      | LINEAR                        |
| (115358) 2003 SY249           | 2003 SY249           | 26 вересня 2003 | Сокорро (Нью-Мексико)      | LINEAR                        |
| (115359) 2003 SA250           | 2003 SA250           | 26 вересня 2003 | Сокорро (Нью-Мексико)      | LINEAR                        |
| (115360) 2003 SJ250           | 2003 SJ250           | 26 вересня 2003 | Сокорро (Нью-Мексико)      | LINEAR                        |
| (115361) 2003 SL250           | 2003 SL250           | 26 вересня 2003 | Сокорро (Нью-Мексико)      | LINEAR                        |
| (115362) 2003 SN250           | 2003 SN250           | 26 вересня 2003 | Сокорро (Нью-Мексико)      | LINEAR                        |
| (115363) 2003 SZ250           | 2003 SZ250           | 26 вересня 2003 | Сокорро (Нью-Мексико)      | LINEAR                        |
| (115364) 2003 SC251           | 2003 SC251           | 26 вересня 2003 | Сокорро (Нью-Мексико)      | LINEAR                        |
| (115365) 2003 SE251           | 2003 SE251           | 26 вересня 2003 | Сокорро (Нью-Мексико)      | LINEAR                        |
| (115366) 2003 SL251           | 2003 SL251           | 26 вересня 2003 | Сокорро (Нью-Мексико)      | LINEAR                        |
| (115367) 2003 SP251           | 2003 SP251           | 26 вересня 2003 | Сокорро (Нью-Мексико)      | LINEAR                        |
| (115368) 2003 SZ251           | 2003 SZ251           | 26 вересня 2003 | Сокорро (Нью-Мексико)      | LINEAR                        |
| (115369) 2003 SS252           | 2003 SS252           | 26 вересня 2003 | Сокорро (Нью-Мексико)      | LINEAR                        |
| (115370) 2003 SX254           | 2003 SX254           | 27 вересня 2003 | Обсерваторія Кітт-Пік      | Spacewatch                    |
| (115371) 2003 SU255           | 2003 SU255           | 27 вересня 2003 | Обсерваторія Кітт-Пік      | Spacewatch                    |
| (115372) 2003 SA256           | 2003 SA256           | 27 вересня 2003 | Обсерваторія Кітт-Пік      | Spacewatch                    |
| (115373) 2003 SA259           | 2003 SA259           | 28 вересня 2003 | Обсерваторія Кітт-Пік      | Spacewatch                    |
| (115374) 2003 SC259           | 2003 SC259           | 28 вересня 2003 | Обсерваторія Кітт-Пік      | Spacewatch                    |
| (115375) 2003 SG259           | 2003 SG259           | 28 вересня 2003 | Обсерваторія Кітт-Пік      | Spacewatch                    |
| (115376) 2003 SH262           | 2003 SH262           | 27 вересня 2003 | Обсерваторія Кітт-Пік      | Spacewatch                    |
| (115377) 2003 SA270           | 2003 SA270           | 24 вересня 2003 | Обсерваторія Галеакала     | NEAT                          |
| (115378) 2003 SO270           | 2003 SO270           | 25 вересня 2003 | Паломарська обсерваторія   | NEAT                          |
| (115379) 2003 SE271           | 2003 SE271           | 25 вересня 2003 | Обсерваторія Галеакала     | NEAT                          |
| (115380) 2003 SJ271           | 2003 SJ271           | 25 вересня 2003 | Обсерваторія Галеакала     | NEAT                          |
| (115381) 2003 SV272           | 2003 SV272           | 27 вересня 2003 | Сокорро (Нью-Мексико)      | LINEAR                        |
| (115382) 2003 SD273           | 2003 SD273           | 27 вересня 2003 | Сокорро (Нью-Мексико)      | LINEAR                        |
| (115383) 2003 SF274           | 2003 SF274           | 28 вересня 2003 | Станція Андерсон-Меса      | LONEOS                        |
| (115384) 2003 SG275           | 2003 SG275           | 29 вересня 2003 | Сокорро (Нью-Мексико)      | LINEAR                        |
| (115385) 2003 SH275           | 2003 SH275           | 29 вересня 2003 | Сокорро (Нью-Мексико)      | LINEAR                        |
| (115386) 2003 SP275           | 2003 SP275           | 29 вересня 2003 | Сокорро (Нью-Мексико)      | LINEAR                        |
| (115387) 2003 SY275           | 2003 SY275           | 29 вересня 2003 | Сокорро (Нью-Мексико)      | LINEAR                        |
| (115388) 2003 SN278           | 2003 SN278           | 30 вересня 2003 | Сокорро (Нью-Мексико)      | LINEAR                        |
| (115389) 2003 SU278           | 2003 SU278           | 30 вересня 2003 | Сокорро (Нью-Мексико)      | LINEAR                        |
| (115390) 2003 SR279           | 2003 SR279           | 17 вересня 2003 | Сокорро (Нью-Мексико)      | LINEAR                        |
| (115391) 2003 SG280           | 2003 SG280           | 18 вересня 2003 | Сокорро (Нью-Мексико)      | LINEAR                        |
| (115392) 2003 SM283           | 2003 SM283           | 20 вересня 2003 | Сокорро (Нью-Мексико)      | LINEAR                        |
| (115393) 2003 SW284           | 2003 SW284           | 20 вересня 2003 | Сокорро (Нью-Мексико)      | LINEAR                        |
| (115394) 2003 SA286           | 2003 SA286           | 20 вересня 2003 | Паломарська обсерваторія   | NEAT                          |
| (115395) 2003 SR286           | 2003 SR286           | 21 вересня 2003 | Паломарська обсерваторія   | NEAT                          |
| (115396) 2003 SA287           | 2003 SA287           | 29 вересня 2003 | Обсерваторія Кітт-Пік      | Spacewatch                    |
| (115397) 2003 SN288           | 2003 SN288           | 28 вересня 2003 | Сокорро (Нью-Мексико)      | LINEAR                        |
| (115398) 2003 SF290           | 2003 SF290           | 28 вересня 2003 | Станція Андерсон-Меса      | LONEOS                        |
| (115399) 2003 SD291           | 2003 SD291           | 29 вересня 2003 | Сокорро (Нью-Мексико)      | LINEAR                        |
| (115400) 2003 SJ291           | 2003 SJ291           | 29 вересня 2003 | Сокорро (Нью-Мексико)      | LINEAR                        |